# Прорвина, Светлана Алексеевна
Светлана Алексеевна Прорвина (25 августа 1975) — российская футболистка, полузащитница, тренер. Мастер спорта России, заслуженный тренер России (2005).

## Биография
В детстве занималась лыжами и другими видами спорта. С девятого класса стала заниматься футболом в школе «Смена» у тренера Виктора Андреевича Чуева. В составе сборной Ленинграда становилась призёром Спартакиады народов СССР. На взрослом уровне выступала за «Смену» и ряд других петербургских команд низших лиг. В середине 1990-х годов играла за клуб «Сила» — в 1994 году в первой лиге, а в 1995 году — в высшей лиге России.
С 1996 года работала тренером в клубе «Аврора», где стала ассистентом Эдуарда Баткина, и детским тренером в ДЮСШ № 2 Невского района. В первое время также играла за «Аврору» в соревнованиях по мини-футболу. В качестве тренера подготовила футболисток — победительниц молодёжного чемпионата Европы 2005 года (Виктория Афанасова, Мария Филисова). В 2006 году ассистировала Баткину в женской сборной России по футзалу, ставшей победителем чемпионата мира. На финише сезона 2007 года в высшей лиге по большому футболу исполняла обязанности главного тренера «Авроры». Затем много лет работала в мини-футболе тренером и начальником команды.
Окончила Академию физической культуры имени Лесгафта (1996).